# Sunshine Sue
Sunshine Sue (* 12. November 1915 in Keosauqua, Iowa, als Mary Arlene Higdon; † 13. Juni 1979) war eine US-amerikanische Country-Musikerin und Radiomoderatorin. Sunshine Sue begann 1946 mit dem Old Dominion Barn Dance eine der erfolgreichsten Barn Dance Shows der USA.

## Leben
Sunshine Sue wurde 1915 in Iowa geboren (anderen Quellen nach 1912) und arbeitete bereits während der 1930er Jahre bei verschiedenen Radioprogrammen im Mittleren Westen mit – sie bestritt sogar Auftritte in WLS’ National Barn Dance aus Chicago, zum damaligen Zeitpunkt die erfolgreichste Country-Show des Landes.
1940 kam Sunshine Sue nach Richmond, Virginia, wo sie begann, bei WRVA aufzutreten und sich dort zu einem Star entwickelte. Als WRVA 1946 eine neue Barn Dance Show plante, wurde Sunshine Sue als Moderatorin („Emcee“) ausgesucht. Sie war damit die erste Musikerin, die eine wichtige Barn Dance Show leitete, weshalb sie auch „Femcee“ genannt wurde. Sie heiratete John Workman, der zusammen mit seinem Bruder die Workman Twins bildete und die Hausband des Old Dominion Barn Dances leitete. Sunshine Sues musikalischer Stil wurde vor allem von ihrer warmen Stimme geprägt, die sie mit einem Akkordeon begleitete. Ihr Repertoire umfasste aktuelle Stücke wie You Are My Sunshine.
Sie wurde durch den Barn Dance schnell als „Queen of the Hillbillies“ bekannt und durch den Gouverneur von Virginia, William Tuck, 1949 mit diesem Titel ausgezeichnet. Im gleichen Jahr wurde ihre Tochter geboren, die in den 1970er-Jahren unter dem Namen „Sunshine Sue, Jr.“ Karriere machte. Zwischen 1950 und 1955 war der Barn Dance eine der erfolgreichsten Shows im Land und Sunshine Sue war maßgebend an den Karrieren von Stars wie Chet Atkins, Earl Scruggs und der Carter Sisters beteiligt. Für Decca Records wurden auch einige Singles eingespielt.
1957 wurde der Barn Dance in New Dominion Barn Dance umbenannt und Sunshine Sue dabei durch Carlton Haney ausgetauscht. Sie starb 1979 im Alter von 63 Jahren.

## Diskografie
| Jahr          | Titel                                     | #     | Anmerkungen             |
| ------------- | ----------------------------------------- | ----- | ----------------------- |
| Astra Records |                                           |       |                         |
|               | ? / Barn Dance Boogie                     | 1215  | mit “Cousin Joe” Maphis |
| Decca Records |                                           |       |                         |
|               | Please Don’t Spoil Me / Blackberry Winter | 29156 |                         |